# Алев, Иван
Иван Христов Алев (болг. Иван Христов Алев, также встречаются варианты фамилии Алов или Алёв; 1851 — 1919) — болгарский врач, деятель Внутренней македонско-одринской революционной организации, участник Первой и Второй Балканских войн и Первой мировой войны.

## Биография
Родился в 1851 году в городе Гумендже Османской империи (ныне Гумениса, область Центральная Македония, Греческая Республика). Окончил в 1879 году Афинский университет, где изучал медицину. После окончания университета вернулся в родной город, где начал медицинскую практику. Один из первых болгарских врачей, сотрудничавших с Болгарским экзархатом и трудившимся в его структуре. Работал там до 1908 года, прежде чем переехать в Кукуш (ныне Килкис, Греция). С 1913 года — районный врач города Неврокоп. Был доверенным лицом Внутренней македонско-одринской революционной организации, который занимался лечением больных и раненых бойцов организации; участвовал в Илинденско-Преображенском восстании.
Во время обеих Балканских войн и Первой мировой войны Алев был дивизионным лекарем болгарской армии, после окончания войны вернулся в Неврокоп. Был убит 15 февраля 1919 года поднявшими бунт военными.